# Yvonne la Nuit
Yvonne la Nuit è un film del 1949, diretto da Giuseppe Amato.
Si tratta del primo film (tra i pochissimi) a carattere drammatico interpretato da Totò.

## Trama
Il macchiettista Nino, segretamente innamorato della sciantosa Nerina Comi, in arte Yvonne la Nuit, assiste alla nascita dell'amore tra lei e il conte Carlo Rutelli, giovane ufficiale di cavalleria. L'unione è contrastata dal severo padre di lui, che lo crede irretito da un'avventuriera. Quando l'Italia entra nella Grande Guerra, Carlo deve partire per il fronte proprio mentre Yvonne è in attesa di un figlio: ingenuamente, il giovane affida la sorte dei suoi cari al padre, che al momento del parto fa scomparire il neonato, facendolo credere morto ad Yvonne.
Il destino si accanisce sulla donna perché Carlo è ucciso in battaglia. Successivamente alla doppia perdita, Yvonne va incontro ad un declino che coinvolge anche la sua carriera artistica. Quando prova a rientrare negli spettacoli, il tempo è passato ed i café chantant non esistono più; prova ad esibirsi all'Ambra Jovinelli, preceduta da un cantante trombone che canta Guapparia. Si propone ad un pubblico del tutto diverso da quello cui era abituata, ed il totale insuccesso le dà un ulteriore colpo.
Infine, in coppia con il devoto amico Nino, l'unico che le resta sempre accanto, si riduce ad essere un'artista ambulante. Un giorno mentre si ritrova nel solito ristorante di piazza S. Maria in Trastevere, incontra l'avvocato Rubini  che la invita a recarsi presso il suo studio l'indomani alle cinque. All'incontro l'avvocato le comunica la morte del suocero e la verità sul figlio avuto da Carlo, che è vivo e che le fu da quest'ultimo sottratto. Yvonne decide di non incontrare il figlio e dice all'avvocato di riferirgli che è morta. Ormai il rapporto che avrebbe dovuto avere con lui le è stato crudelmente sottratto e tra di loro non potrebbe più esserci niente che possa sostituire la naturale relazione che sarebbe dovuta esistere.

## Produzione
Questo film costituisce la prima prova da attore drammatico per Totò, e s'inserisce nel filone del melodramma strappalacrime, allora all'apice del successo tra il pubblico italiano. 
Fu realizzato negli stabilimenti di Cinecittà.

## Distribuzione
Il film fu distribuito nelle sale cinematografiche italiane il 24 novembre del 1949.

## Accoglienza

### Incassi
La pellicola non ottenne il riscontro di pubblico sperato: incassò 206.350.000 lire dell'epoca, introito molto deludente a confronto sia con pellicole analoghe uscite nello stesso periodo (Catene di Raffaello Matarazzo, uscito appena un mese prima, fu il campione d'incasso di quell'annata) sia con le altre pellicole di Totò di genere comico-brillante (Fifa e arena e Totò al giro d'Italia erano stati i due maggiori incassi della stagione precedente), segno che il pubblico non apprezzò questa improvvisa svolta seriosa del Principe della risata (che non volle essere pagato anche se in seguito accettò un orologio d'oro da parte di Giuseppe Amato) che infatti, a seguito di questo film, si cimentò in pellicole d'impronta drammatica soltanto in poche altre occasioni.

### Critica
Anche i pareri della critica furono abbastanza negativi:
(Mario Gromo su La Stampa del 30 novembre 1949)
(Carlo Marcello Rietmann, Il Secolo XIX, 11 dicembre 1949)

## La pasta alla carbonara
Il film è il primo documento della storia, in questo caso documento cinematografico, in cui si attesta la presenza in una trattoria romana della pasta alla carbonara. Totò e Ave Ninchi dialogano alla cassa della trattoria Galeassi a Trastevere, Roma, e pochi secondi dopo (precisamente al minuto 1.14.17), passa un cameriere con una comanda: "coda alla vaccinara per due e spaghetti alla carbonara per tre!".